# Frederik Kølpin Ravn
Frederik Kølpin Ravn, född den 10 maj 1873, död den 25 maj 1920 på resa i Amerika, var en dansk botanist.  
Ravn tog 1896 magisterkonferens och 1900 doktorsgrad. Han var 1892–1905 assistent vid den botaniska undervisningen på Landbohøjskolen, därefter ett par år konsulent för Danmarks landboföreningar och blev 1907 professor vid Landbohøjskolen i växtpatologi samt lantbruksministeriets konsulent i växtsjukdomar. Ravn författade flera viktiga avhandlingar om dylika sjukdomar och försöken att bekämpa dem (bland annat Kaalbroksvampen, 1908). Han var sedan 1915 ledamot av Lantbruksakademien i Stockholm.